# Maria Sajdak

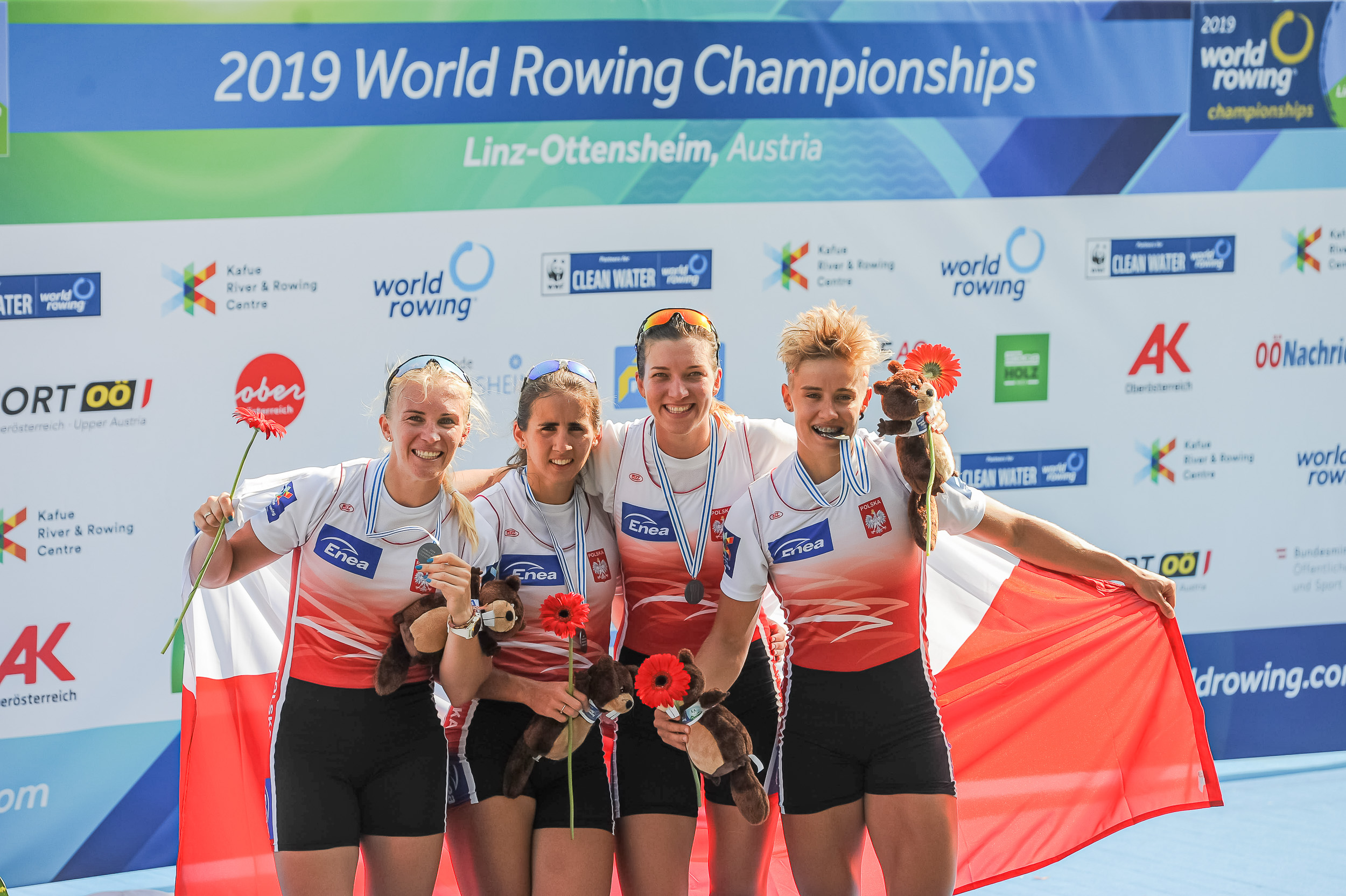
Srebrne medalistki MŚ w 2019 – M. Sajdak druga z lewej

Maria Halina Sajdak z d. Springwald (ur. 30 lipca 1991 w Krakowie) – polska wioślarka, srebrna i brązowa medalistka olimpijska, mistrzyni i wicemistrzyni świata, multimedalistka mistrzostw Europy, młodzieżowa wicemistrzyni świata. Wymienione sukcesy osiągała w czwórce podwójnej. Wielokrotna medalistka mistrzostw Polski.

## Osiągnięcia
| Rok  | Impreza                        | Miejsce             | Konkurencja | Lokata     | Źródło        |
| ---- | ------------------------------ | ------------------- | ----------- | ---------- | ------------- |
| 2012 | Młodzieżowe mistrzostwa świata | Troki               | W4x         | 4. miejsce | [ 12 ]        |
| 2013 | Mistrzostwa Europy             | Sewilla             | W4x         | 5. miejsce | [ 11 ]        |
| 2013 | Młodzieżowe mistrzostwa świata | Linz                | W4x         | 2. miejsce | [ 12 ]        |
| 2014 | Mistrzostwa Europy             | Belgrad             | W4x         | 3. miejsce | [ 7 ]         |
| 2014 | Akademickie mistrzostwa świata | Gravelines          | W2x         | 1. miejsce | [ 13 ] [ 14 ] |
| 2015 | Mistrzostwa Europy             | Poznań              | W4x         | 3. miejsce | [ 8 ]         |
| 2015 | Mistrzostwa świata             | Aiguebelette-le-Lac | W4x         | 4. miejsce | [ 15 ]        |
| 2016 | Mistrzostwa Europy             | Brandenburg         | W4x         | 2. miejsce | [ 9 ]         |
| 2016 | Igrzyska olimpijskie           | Rio de Janeiro      | W4x         | 3. miejsce | [ 3 ]         |
| 2017 | Mistrzostwa Europy             | Račice              | W4x         | 4. miejsce | [ 16 ]        |
| 2017 | Mistrzostwa świata             | Sarasota            | W4x         | 2. miejsce | [ 5 ]         |
| 2018 | Mistrzostwa Europy             | Glasgow             | W4x         | 1. miejsce | [ 10 ]        |
| 2018 | Mistrzostwa świata             | Płowdiw             | W4x         | 1. miejsce | [ 4 ]         |
| 2019 | Mistrzostwa Europy             | Lucerna             | W4x         | 4. miejsce | [ 17 ]        |
| 2019 | Mistrzostwa świata             | Linz                | W4x         | 2. miejsce | [ 6 ]         |
| 2021 | Mistrzostwa Europy             | Varese              | W4x         | 7. miejsce | [ 18 ] [ 19 ] |
| 2021 | Igrzyska olimpijskie           | Tokio               | W4x         | 2. miejsce | [ 2 ]         |

## Puchar Świata
Opracowano na podstawie.
- 2014
  -  Aiguebelette-le-Lac – czwórka podwójna – 3. miejsce
  -  Lucerna – czwórka podwójna – 6. miejsce
- 2015
  -  Bled – czwórka podwójna – 2. miejsce
  -  Varese – czwórka podwójna – 2. miejsce
  -  Lucerna – czwórka podwójna – 5. miejsce
- 2016
  -  Varese – czwórka podwójna – 1. miejsce
  -  Lucerna – czwórka podwójna – 1. miejsce
  -  Poznań – czwórka podwójna – 4. miejsce
- 2017
  -  Belgrad – czwórka podwójna – 1. miejsce
  -  Poznań – czwórka podwójna – 1. miejsce
  -  Lucerna – czwórka podwójna – 1. miejsce
- 2018
  -  Belgrad – czwórka podwójna – 2. miejsce
  -  Linz – czwórka podwójna – 6. miejsce
  -  Lucerna – czwórka podwójna – 2. miejsce
- 2019
  -  Płowdiw – czwórka podwójna – nie wystartowała
  -  Poznań – czwórka podwójna – 2. miejsce
  -  Rotterdam – czwórka podwójna – 2. miejsce
- 2021
  -  Zagrzeb – czwórka podwójna – nie wystartowała
  -  Sabaudia – czwórka podwójna – 4. miejsce
  -  Lucerna – czwórka podwójna – 3. miejsce

## Odznaczenia
- Krzyż Kawalerski Orderu Odrodzenia Polski (2021)[21]
- Srebrny Krzyż Zasługi (2016)[22][23]

## Życie prywatne
Ukończyła studia na kierunku inżynieria materiałowa na Akademii Górniczo-Hutniczej w Krakowie. We wrześniu 2019 wzięła ślub.